# Catonsville Nine
Catonsville Nine var nio katolska amerikanska fredsaktivister som brände inkallelseordrar i protest mot Vietnamkriget. Den 17 maj 1968 gick de in på ett värvningskontor i Catonsville i Maryland, tog ut 378 inkallelseordrar till en parkeringsplats utanför kontoret och brände dem med hjälp av napalm.
Catonsville Nine bestod av:
- Daniel Berrigan
- Philip Berrigan
- David Darst
- John Hogan
- Thomas Lewis
- Marjorie Melville
- Thomas Melville
- George Mische
- Mary Moylan

Philip Berrigan och Tom Lewis hade tidigare hällt blod på inkallelseordrar tillsammans med Baltimore Four och var frisläppta mot borgen under aktionen i Catonsville.
Catonsville Nine dömdes vid en rättegång 5-9 oktober 1968 till sammanlagt 18 år i fängelse och 22 000 $ i böter.